# 張其祿
張其祿（1968年3月28日—），中華民國政治人物、公共行政學學者，台灣民眾黨籍。國立中山大學政治經濟學系終身特聘教授，曾任立法委員、民眾黨政策智庫召集人、國立中山大學社會科學院院長。

## 早年
畢業於中壢國中，聯考考取國立中興大學法商學院公共行政系，服役退伍後並留在原系就讀碩士班，直至博士班前往美國南加州大學就讀。先後在南加州大學、東海大學、國立中央大學、元智大學、國立政治大學、國立中山大學任教。其研究專長為公共行政、公共管理、公共經濟、地方財政、管制行政、電子治理。

## 參與選舉

### 2020年立法委員選舉
2019年11月19日，臺灣民眾黨公布該黨全國不分區及僑居國外國民立法委員名單，時任中山大學教授、社會科學院院長張其祿名列第2名。
2020年1月11日選舉結果揭曉，臺灣民眾黨獲得1,588,806張政黨票，得票率11.22%，獲分配5席。名列第2順位的張其祿當選第10屆立法委員，同時兼任臺灣民眾黨中央黨部的政策智庫召集人。

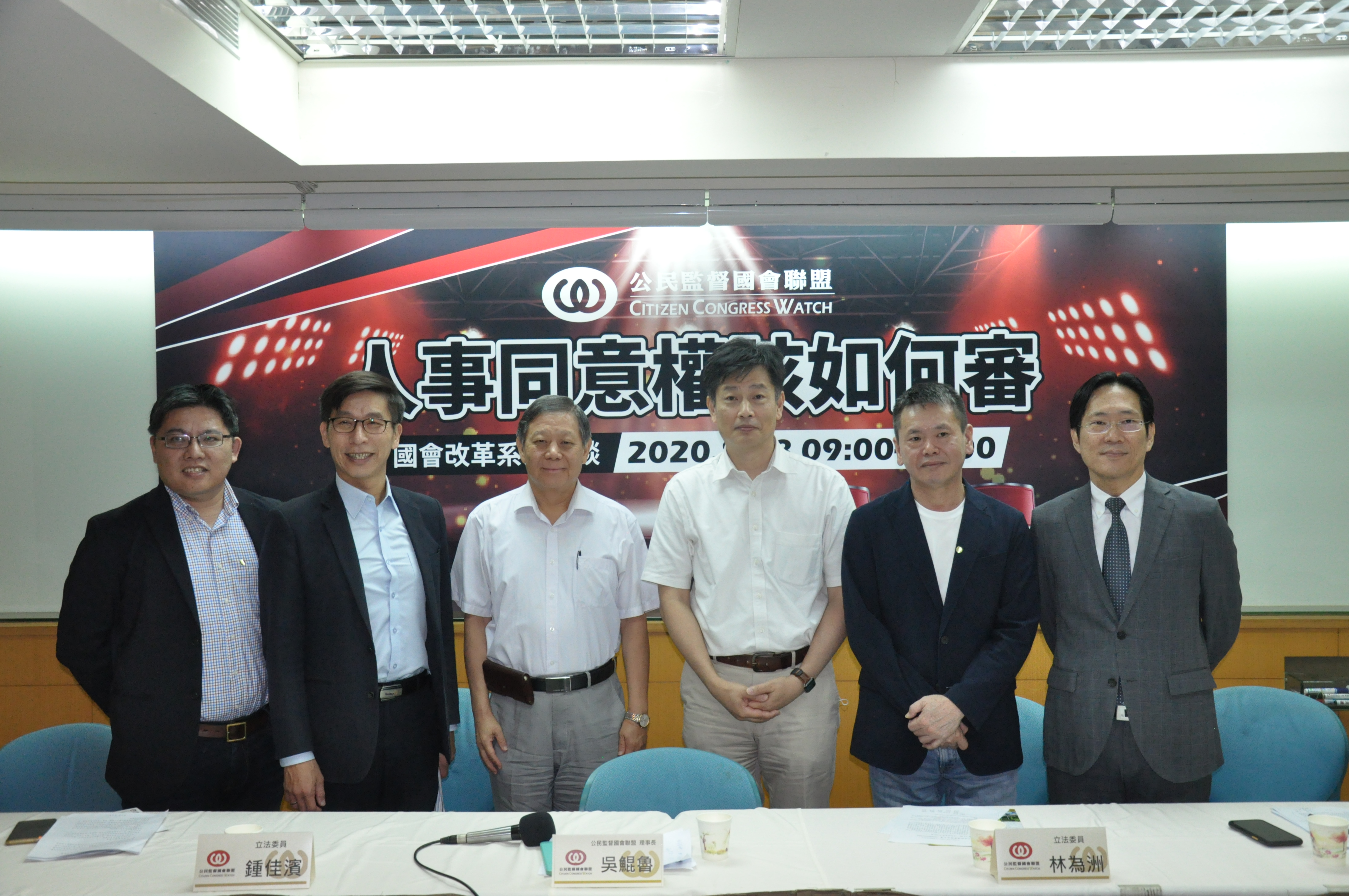
立法委員任內（參與公民監督國會聯盟活動）

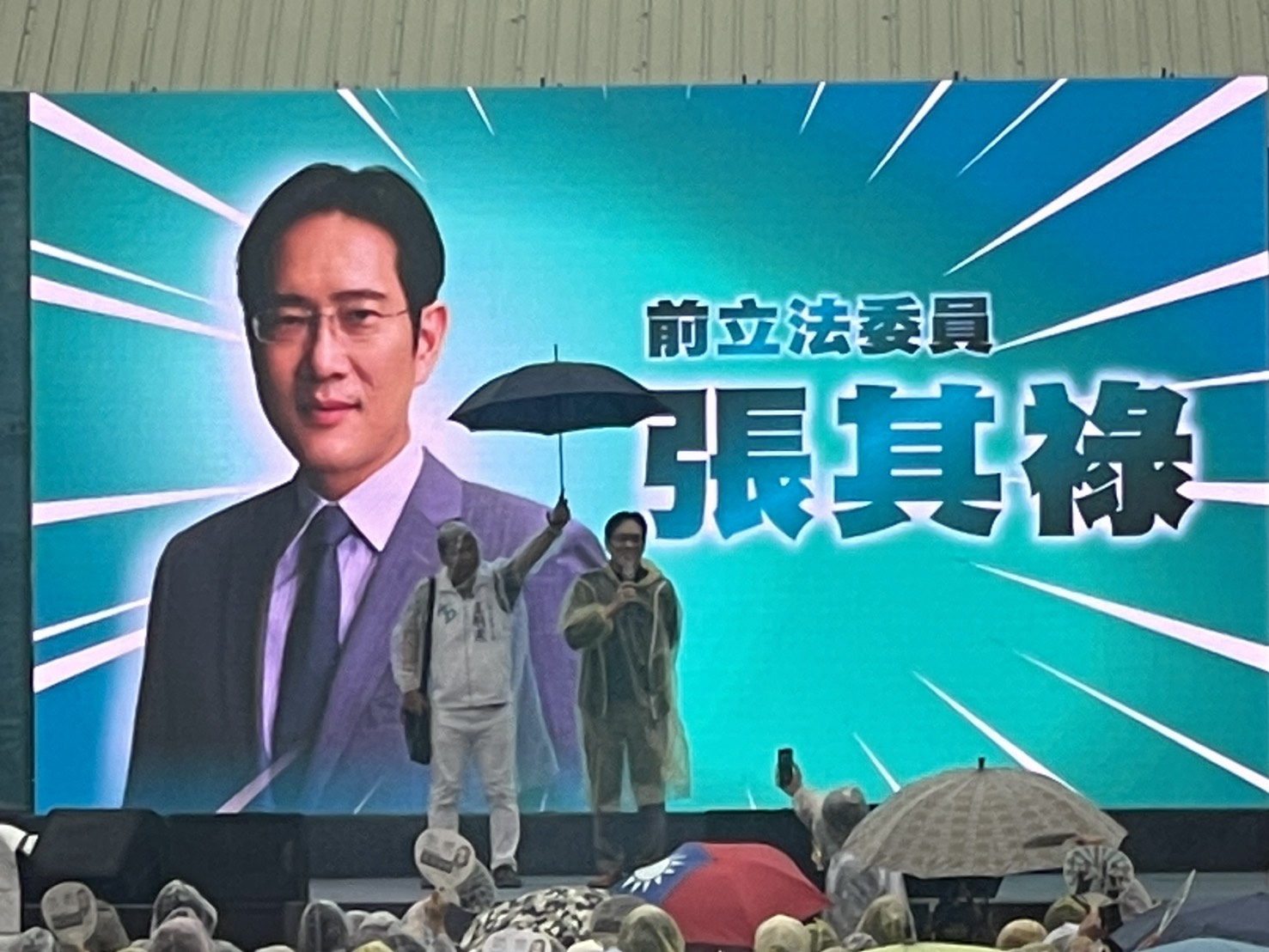

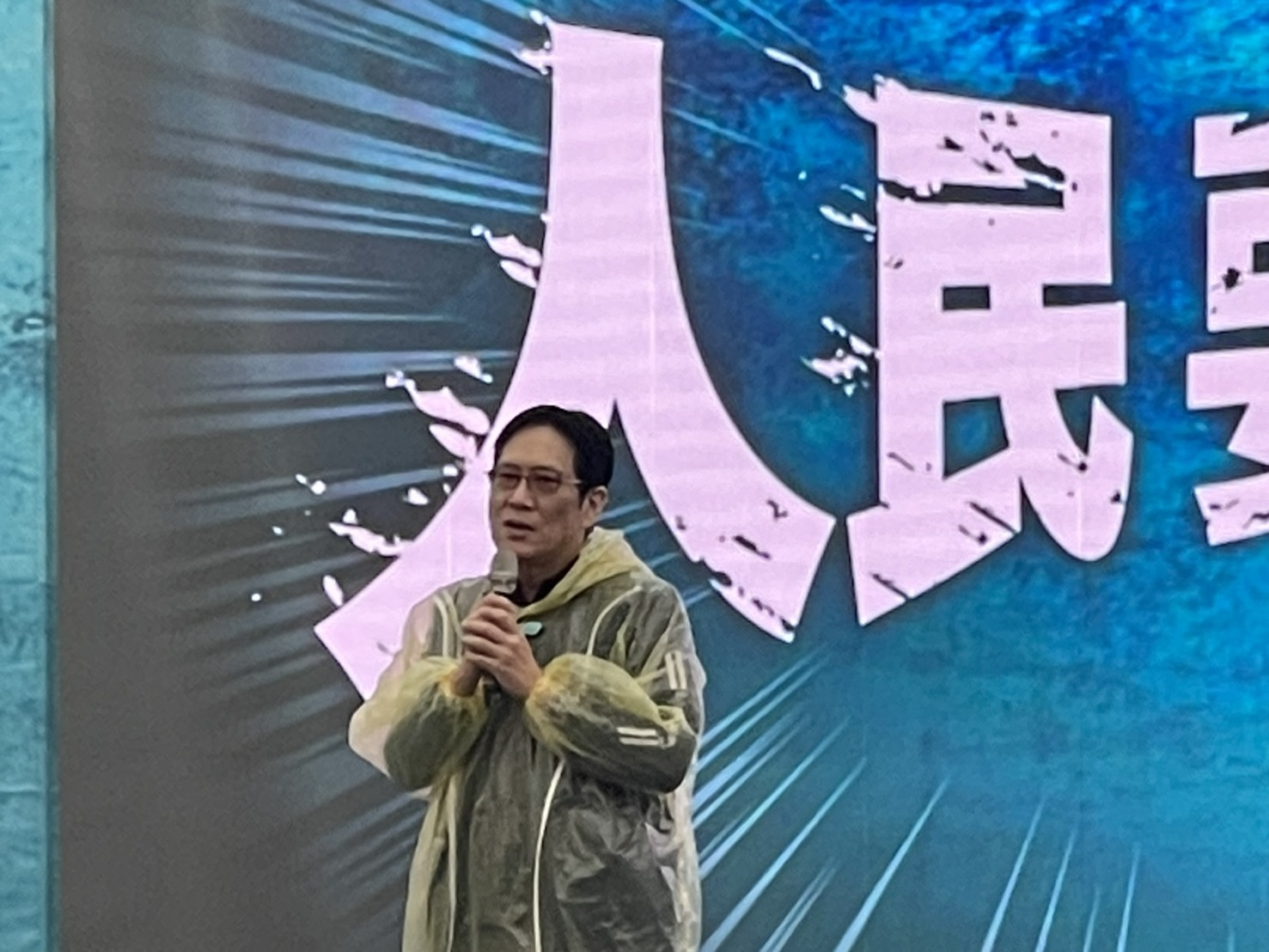
張其祿於人民要當家台南場上臺演講

### 2024年立法委員選舉
2023年6月28日，張其祿受台灣民眾黨徵召參選臺北市第八選舉區（文山、中正）立法委員，落選。選後回歸教職。

## 選舉紀錄
| 年度 | 選舉屆數             | 選舉區                                 | 所屬政黨   | 得票數    | 得票率 | 當選標記 | 備註 |
| ---- | -------------------- | -------------------------------------- | ---------- | --------- | ------ | -------- | ---- |
| 2020 | 第十屆立法委員選舉   | 全國不分區及僑居國外國民立法委員選舉區 | 臺灣民眾黨 | 1,588,806 | 11.22% |          |      |
| 2024 | 第十一屆立法委員選舉 | 臺北市第八選舉區                       | 臺灣民眾黨 | 28,335    | 15.44% |          |      |

## 獲獎與榮譽
- 教育部
  - 99學年度 資深優良教師

- 科技部/國家科學委員會
  - 89學年度 甲種研究獎勵
  - 91～108學年度 國科會/科技部研究計畫主持人費補助獎勵

- 國立中山大學
  - 93學年度 優良導師獎（社會科學院頒發）
  - 95學年度 優良教學獎（社會科學院頒發）
  - 96學年度 優良教學獎（通識中心頒發）
  - 100、101學年度 學術研究績優獎勵
  - 100學年度 傳習教師
  - 102學年度 教學領航教師
  - 102學年度 資深優良教師
  - 103學年度 產學績優教師
  - 105、106、107學年度 學術研究績優獎勵/產學績優獎勵
  - 107學年度 終身特聘教授

- 國立臺北大學
  - 110學年度 傑出校友

## 著作
- 《管制行政：理論與經驗分析》 ，臺灣臺北：商鼎文化出版社，2006年
- 《組織變革：論述與實務》，臺灣臺北：商鼎文化出版社，2006年
- 《全球化下的公共管理》，臺灣臺北：商鼎文化出版社，2005年

## 外部連結
- 張其祿的Facebook專頁

| 中華民國中央公職人員 | 中華民國中央公職人員                                                            | 中華民國中央公職人員 |
| -------------------- | ------------------------------------------------------------------------------- | -------------------- |
| 臺灣民眾黨           |                                                                                 |                      |
| 前任： 首任          | 台灣民眾黨立法院黨團副總召集人 第十屆第一期至第二期 2020年2月1日－2021年1月31日 | 繼任： 高虹安        |